# Isabel Riquilda da Polónia
Isabel Riquilda da Polónia (Poznań, 1 de setembro de 1286 - Brno, 18 de outubro de 1335) foi a única filha sobrevivente de Przemysl II da Polônia e da sua segunda esposa, Riquilda da Suécia, filha de Valdemar I da Suécia e Sofia da Dinamarca.
O nome de nascimento de Isabel era somente Riquilda, e ela adoptou o nome Isabel Riquilda depois do seu primeiro casamento. Ela tornou-se rainha consorte da Boémia como a segunda esposa de Venceslau II da Boémia. Após a morte do marido, casou-se com Rodolfo de Habsburgo, também rei da Boémia.

## Vida

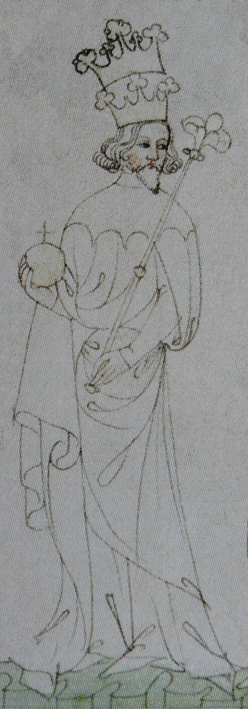
Representação de Venceslau II da Boémia, primeiro esposo de Isabel.

O seu pai, coroado como Rei da Polônia, foi assassinado a 10 de Fevereiro de 1296, quando ela era criança, e não deixaram outros herdeiros. Riquilda era, portanto, a herdeira do trono da Polónia, pelo que se tornou numa participante importante na disputa do trono da Polónia. Quando criança, ela foi prometida para o jovem Otão, filho do marquês de Brandemburgo. No entanto, o menino morreu logo depois.

### Primeiro casamento

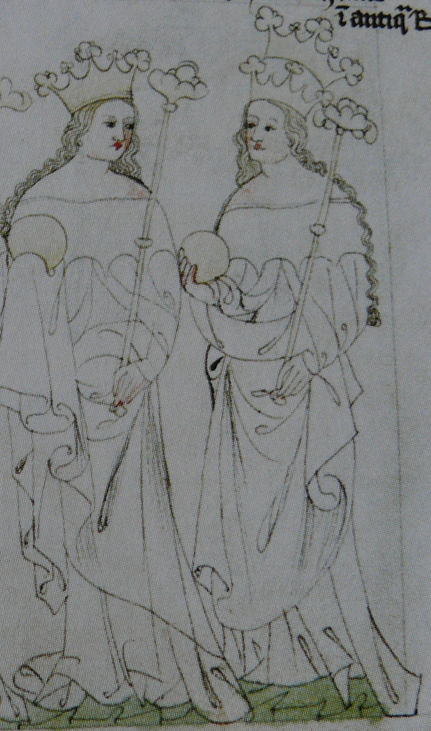
As duas esposas de Venceslau II da Boémia: Judite de Habsburgo (esquerda) e Isabel Riquilda da Polónia (direita)

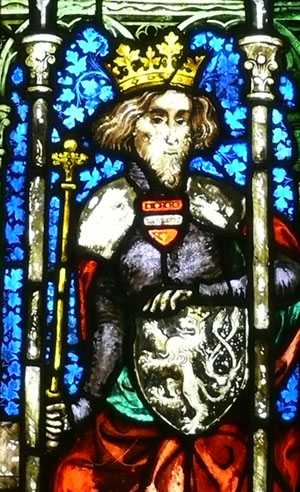
Representação num vitral de Rodolfo de Habsburgo, segundo esposo de Isabel.

Em 1300, Riquilda casou-se com um viúvo, o rei Venceslau II da Boémia (1271-1305), que reinou na Boémia a partir de 1278 e em partes da Polónia a partir de 1304), e que queria usar os direitos de Riquilda na sucessão, a fim de ganhar a Polónia. A sua primeira esposa, Judite de Habsburgo, já tinha dado um filho e três filhas. Ele já subjugara a Cracóvia em 1291, durante a vida do pai de Isabel. Devido à sua tenra idade, o casamento não foi celebrado até 26 de Maio de 1303, quando ela chegou a Praga, e foi coroada a rainha da Boémia e da Polónia, e adopta o nome Isabel Riquilda, ao mesmo tempo. O seu primeiro marido morreu em Praga, a 21 de Junho de 1305, de tuberculose. A partir daí, actuou como regente de Agosto até Outubro. O enteado de Riquilda, Venceslau III da Boémia (também um pretendente ao trono da Hungria), conseguiu o trono, mas foi assassinado em 1306 em Olomouc. O ramo Kujavian da Dinastia Piast adquiriu o trono polaco.
Isabel Riquilda dera a Venceslau II apenas uma filha, Inês da Boémia (15 de Junho de 1305 - c 1337), que nasceu poucos dias antes da morte do marido. Inês casou com um príncipe da Silésia, o Duque Henrique I de Jawor, mas não teve filhos. Agnes teve uma gravidez, mas terminou no primeiro trimestre, quando montou o seu cavalo pelos montes e vales causando a rescisão antecipada, e manteve-se acamada por vários meses.

### Segundo casamento
Isabel Riquilda, posteriormente, casou-se com Rodolfo I de Habsburgo, filho de Alberto de Habsburgo (Rei da Alemanha e Roma), que queria tornar-se rei depois da morte do enteado de Isabel. Em 1306, ele foi finalmente eleito rei da Boémia, e Isabel permaneceu rainha. No entanto, Rodolfo morria a 4 de Julho de 1307 de disenteria, após adoecer durante o cerco da fortaleza de um nobre em revolta.

### Viuvez e morte
A viuvez de Isabel Riquilda teve lugar em tempos em que os imperadores tentaram ganhar a Boémia, e em que os maridos das enteadas de Isabel Riquilda foram elevados à realeza, mas a sua posse era incerta até que João de Luxemburgo, marido da sua mais jovem enteada Isabel, conseguiu estabelecer a sua posição.
Após a morte do seu segundo marido, Isabel deixou Praga e estabeleceu-se no Hradec Králové, uma das cidades que pertenciam ao seu dote, e que se tornou o centro de seu domínio. Ela permaneceu viúva, mas viveu com o seu amante, o poderoso fidalgo Jindřich de Lipé (Henrique de Lipé) que foi o governador do reino da Boémia, na ausência de João de Luxemburgo. Eles mudaram-se para Brno e passou uns felizes dez anos (1318-1329) até à sua morte. Neste período, ela voltou a sua atenção à cultura e religião, e construíram-se igrejas e conventos (1323), e financiou a confecção de livros ilustrados de hino.
Ela morreu em Brno, em 1335, e foi enterrada sob o piso do seu claustro da igreja ao lado do seu amado Henrique.